# Niewidomi na Tandemach
Niewidomi na Tandemach – fundacja, która powstała w 2015 roku w Bolesławcu.

## Historia
W dniach 23 czerwca – 7 lipca 2013 roku Waldemar Rogowski zorganizował Tandemową Wyprawę Niewidomych. Celem było przejechanie od źródeł do ujścia Wisły. W rajdzie wzięły udział 22 osoby, w tym 9 niewidomych. Wśród nich był organizator wyprawy, który także jest niewidomy. Realizacja rajdu była możliwa dzięki wsparciu: Pomorskiej Fundacji Sportu i Turystyki Osób niepełnosprawnych Keja, która pokryła część kosztów, Stowarzyszenie Sportu, Turystyki i Rekreacji Osób z Dysfunkcją Wzroku SMREK z Bielska-Białej, które bezpłatnie wypożyczyło rowery. Członkowie  Beskidzkiego Towarzystwa Cyklistów, Oświęcimskiego Klubu Rowerowego PassionBike, Niepołomickiego Stowarzyszenia Rowerowego, Warszawskiego Towarzystwa Cyklistów, Klubu Turystyki Kolarskiej PTTK Kalinka towarzyszyli uczestnikom rajdu na trasie. Patronatu honorowego udzieliły Polski Komitet Olimpijski i Polskie Radio Gdańsk.
Podczas podróży powstała koncepcja projektu Niewidomi na Tandemach. Jego celem było szukanie pilotów dla osób niewidomych, które dzięki nim mogły odbywać wycieczki rowerowe. Dzięki nim niewidomi mieli nie tylko szansę na zwiększenie aktywności fizycznej, ale również na nawiązanie kontaktów. Koordynatorem projektu był Kuba Terakowski. Fundacja powstała w Bolesławcu 20 kwietnia 2015 roku, aby móc gromadzić pieniądze na wyprawy rowerowe. Wtedy też powstała pierwsza strona www.terakowski.republika.pl (nie istnieje) na której stworzono bazę osób niewidomych i wolontariuszy z i bez roweru. Obecnie (2020) fundacja ma dwa oddziały: małopolski i zachodniopomorski.

## Projekty
- 2015 Projekt Na tandemie po Pomorzu – aktywnie poznajemy nasze województwo. Rajd niewidomych i ich widzących pilotów[8].
- Od 15 września do 31 grudnia 2016 zrealizowano projekt Odkrywamy 60 Pomników Historii Polski. Integracja społeczna osób zagrożonych wykluczeniem w dostępie do kultury dofinansowany ze środków Ministerstwa Kultury i Dziedzictwa Narodowego. Jego realizacja objęła: rajd tandemowy z Gdyni do Torunia dla 14 osób (7 niewidomych i 7 wolontariuszy)[9], konkurs wiedzy o polskim dziedzictwie narodowym[10], wydano publikację Przewodnik po polskim dziedzictwie narodowym, dostępny dla osób niewidomych i słabo widzących[11].
- 2017 Rajd rowerowy po Irlandii. Projekt realizowany we współpracy z Szkołą Aspirantów PSP w Krakowie i Fundacją Auxilium z Bochni[12].

## Prezesi
- Justyna Rogowska[9]
- Tadeusz Rogowski od 28 kwietnia 2016 roku[13]